# قميعة
ٌ
قُمَيْعَة (الاسم العلمي: Xenophora)، جنس حيوانات بحرية من الرخويات بطنيات القدم أماميات الخياشيم وفصيلة القميعيات.